# Architis catuaba
Espèce
Architis catuaba est une espèce d'araignées aranéomorphes de la famille des Pisauridae.

## Distribution
Cette espèce se rencontre au Brésil dans l'État d'Acre et au Pérou dans la région de San Martín,.

## Description
La femelle holotype mesure 3,7 mm.
Le mâle décrit par Silva en 2013 mesure 4,98 mm.

## Étymologie
Son nom d'espèce lui a été donné en référence au lieu de sa découverte, la réserve de Catuaba.

## Publication originale
- Santos & Nogueira, 2008 : Three new species, new records and notes on the nursery-web spider genus Architis in Brazil (Araneae: Pisauridae). Zootaxa, no 1815, p. 51–61.